# Исключительная экономическая зона
Исключи́тельная экономи́ческая зо́на — район, находящийся за пределами территориального моря и прилегающий к нему, подпадающий под действие особого правового режима. Ширина его не может превышать 200 морских миль (370,4 км), отсчитываемых от исходных линий.

## История
Идея выделения странам исключительных экономических зон, чтобы дать им больше возможностей контролировать морские дела за пределами территориальных границ, получила признание в конце XX века.
Изначально суверенные территориальные воды страны простирались на 3 морские мили (6 км) (в пределах досягаемости пушечного выстрела) от берега.
В наше время суверенные территориальные воды страны простираются на 12 морских миль (22 км) от берега. Одно из первых заявлений об исключительной юрисдикции за пределами традиционных территориальных вод было сделано Соединёнными Штатами в Прокламации Трумэна от 28 сентября 1945 года. Однако именно Чили и Перу первыми заявили о своих правах на морские зоны в 200 морских миль в президентской декларации о континентальном шельфе, подписанной президентом Чили Габриэлем Гонсалесом Виделой 23 июня 1947 года и президентом Перу Хосе Луисом Бустаманте-и-Риверо президентским указом № 781 от 1 августа 1947 года.
Только в 1982 году в Конвенции ООН по морскому праву была официально принята исключительная экономическая зона шириной 200 морских миль.

## Права
Государство в своей исключительной экономической зоне имеет исключительное право:
- на разведку, разработку и сохранение природных ресурсов как живых, так и неживых, в водах, покрывающих морское дно, на морском дне и в его недрах
- юрисдикцию в отношении
  - создания и использования искусственных островов, установок и сооружений
  - морских научных исследований
  - защиты и сохранения морской среды

Права и обязанности других государств в исключительной экономической зоне:
- В исключительной экономической зоне все государства пользуются свободами судоходства и полетов, прокладки подводных кабелей и трубопроводов и другими правомерными с точки зрения международного права видами использования моря
- Государства при осуществлении своих прав и выполнении своих обязанностей в исключительной экономической зоне должным образом учитывают права и обязанности прибрежного государства и соблюдают законы и правила, принятые прибрежным государством

(Статьи 56, 58 Конвенции ООН по морскому праву 1982 года)
- Исключительные экономические зоны стран мира
- Карта исключительных экономических зон Атлантического и Индийского океанов
- Карта исключительных экономических зон Тихого океана
- Карта исключительных экономических зон Карибского бассейна

## Крупнейшие исключительные экономические зоны
Согласно Национальной оборонной ассоциации Великобритании, крупнейшей в мире ИЭЗ обладает Франция: благодаря многочисленным заморским территориям, площадь её ИЭЗ составляет 11 691 000 км². Наибольший вклад в эту площадь вносит Французская Полинезия, дающая Франции ИЭЗ в 4,77 млн км². 
Однако согласно другим источникам, площадь ИЭЗ Франции, с учётом территориальных вод, равна 11 035 000 км², что ставит её на второе место после США с их 11 351 000 км².